# Albert Cramer (Mediziner)

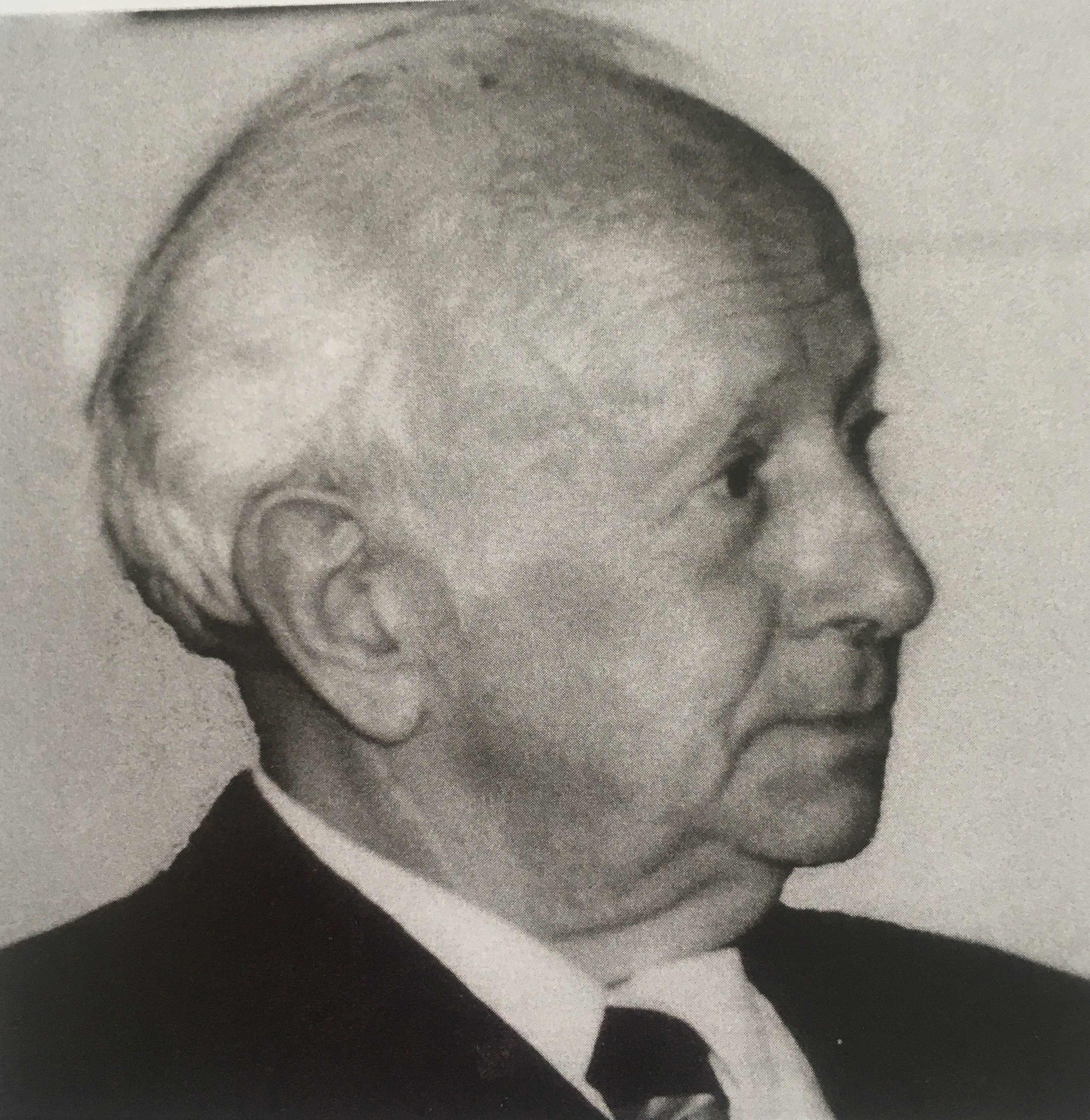
Albert Cramer mit 75 Jahren

Albert Cramer (* 30. Dezember 1918; † 30. November 2008) war ein deutscher Arzt, der zu den Wegbereitern der Chiropraktik und der Manuellen Medizin gehört. Er war Mitgründer der Deutschen Gesellschaft für Manuelle Medizin (DGMM) und der Klinik für Manuelle Medizin in Hamm.

## Leben
Albert Cramer wurde unmittelbar nach dem Ende des Ersten Weltkrieges als jüngstes von sieben Kindern geboren. Sein Großvater mütterlicherseits, der Pathologe Karl Koester, war Rektor der Universität Bonn, sein Vater, der Gynäkologe Heinrich Cramer, war Professor für Gynäkologie an der Rheinischen Friedrich-Wilhelms-Universität in Bonn und Chefarzt am Elisabeth-Krankenhaus  – heute Gemeinschaftskrankenhaus Bonn. Ein (entfernterer) Onkel war der Chirurg Carl Cramer (Gründungsmitglied der Deutschen Gesellschaft für Orthopädische Chirurgie, 1925 Präsident der nachfolgenden Deutschen Orthopädischen Gesellschaft und Erfinder der in der Unfall- und Kriegschirurgie verwendeten anformbaren Drahtgitter, der „Cramer-Schiene“).
Nach dem Abitur auf dem Aloisiuskolleg in Bad Godesberg wurde er 1937 zum Reichsarbeitsdienst eingezogen, wo er sich beim Rübenziehen einen schweren lumbalen Bandscheibenschaden zuzog, der ihn zeitlebens in rezidivierender Weise beschwerte, aber auch sein besonderes Interesse für die Wirbelsäule weckte. Mit dem Tod seines Vaters 1938 verlor er leider auch seine familiäre rheinische Heimat. Anschließend war er bei der Panzertruppe der Deutschen Wehrmacht, konnte jedoch wegen krankheitsbedingter Ausmusterung in Berlin sein Medizinstudium beginnen und war in den „Semesterferien“ an der Ostfront als Hilfsarzt auf Hauptverbandsplätzen eingesetzt. 1944 kam er zum Weiterstudium in das bereits schwer zerbombte Hamburg, wo er kurz vor Kriegsende noch das medizinische Staatsexamen ablegen konnte und später promovierte. Nach Kriegsende war er kurzfristig als Assistenzarzt an der Universitäts-Nervenklinik in Hamburg-Eppendorf unter Bürger-Prinz tätig. Dort kam er mit dem Psychosomatiker Alexander Mitscherlich in Kontakt.
Im Jahr 1947 ließ er sich als praktischer Arzt in Hamburg nieder. Seine Arbeitsschwerpunkte lagen auf dem Gebiet der Naturheilkunde, Homöopathie und Neuraltherapie. Auf Anregung von Ludwig Zukschwerdt wandte er sich der Chiropraktik zu.

## Späte Jahre
Bereits im Alter von 60 Jahren musste Albert Cramer wegen seines chronisch rezidivierenden lumbalen Bandscheibenschadens im Jahr 1978 seine praktische Tätigkeit aufgeben und zog sich aus dem aktiven Lehrbetrieb der FAC und DGMM zurück. Er arbeitete weiter als Werksarzt, hielt Vorträge, leitete Fortbildungen, schrieb Veröffentlichungen und widmete sich seinem Hobby: dem Segeln.
Im höheren Alter litt Albert Cramer an einer fortschreitenden Koronarsklerose und zunehmenden Herzschwäche; am 30. November 2008 erlag er einem Herzstillstand.

## Werk

### Gründung der Forschungs- und Arbeitsgemeinschaft für Chiropraktik (heute: Deutsche Gesellschaft für Manuelle Medizin)
1953 gründete Albert Cramer die FAC (Forschungs- und Arbeitsgemeinschaft für Chiropraktik). Dies geschah somit fast zeitgleich mit der Gründung der „Ärztegesellschaft für Manuelle Medizin der Wirbelsäule und Extremitäten e. V.“ (MWE in Isny) durch Karl Sell. Der Zweck der Gesellschaftsgründung war die Zusammenführung der interessierten Ärzte und die Bündelung der Kräfte mit dem Ziel der Befreiung der ursprünglichen amerikanischen osteopathischen und chiropraktischen „Heilslehren“ von den naturwissenschaftlich unhaltbaren Hypothesen, dass alle Krankheiten von Gefügestörungen der Iliosakralgelenke oder der Kopfgelenke ausgingen. Weiteres wichtiges Ziel war die Einbeziehung der offensichtlich nützlichen Handgrifftechniken in die offizielle Medizin sowie deren wissenschaftliche Weiterentwicklung. Hierbei kooperierte Cramer eng mit dem Zentralverband der Ärzte für Naturheilverfahren, dessen Schriftführer er zeitweise war. Im Jahr 1966 wurde aus der FAC die Deutsche Gesellschaft für Manuelle Medizin (DGMM).
Im Jahr 1954 gelang es Albert Cramer mit seinem Bruder Dietrich Cramer über die Barmer Ersatzkasse eine entsprechende Abrechnungsmöglichkeit und die Aufnahme in die GOÄ und den Abrechnungsmodus über die kassenärztlichen Vereinigungen zu erreichen.

### Forschungs- und Lehrzentrum mit Klinik für Manuelle Medizin in Hamm
1955 wurde in einer Vorstandssitzung der FAC über eine Zentrale für Forschung und Ausbildung nachgedacht. Zunächst dachte man an die Räumlichkeiten der Kuranstalt in Bad Hamm. Dann entschied man sich, 1957 eine „Klinik für Manuelle Medizin“ in Hamm zu planen. Sie wurde zum Sitz des „Ärzteseminars Hamm“. Zur Arbeits- und Haftungsentlastung der FAC wurde hierfür ein eigener Förder- und Trägerverein gegründet, an dem Gottfried Gutmann und Cramer als Vertreter der FAC maßgeblich mitwirkten. Die Klinik öffnete 1963 und besteht bis heute.

### Publikationen

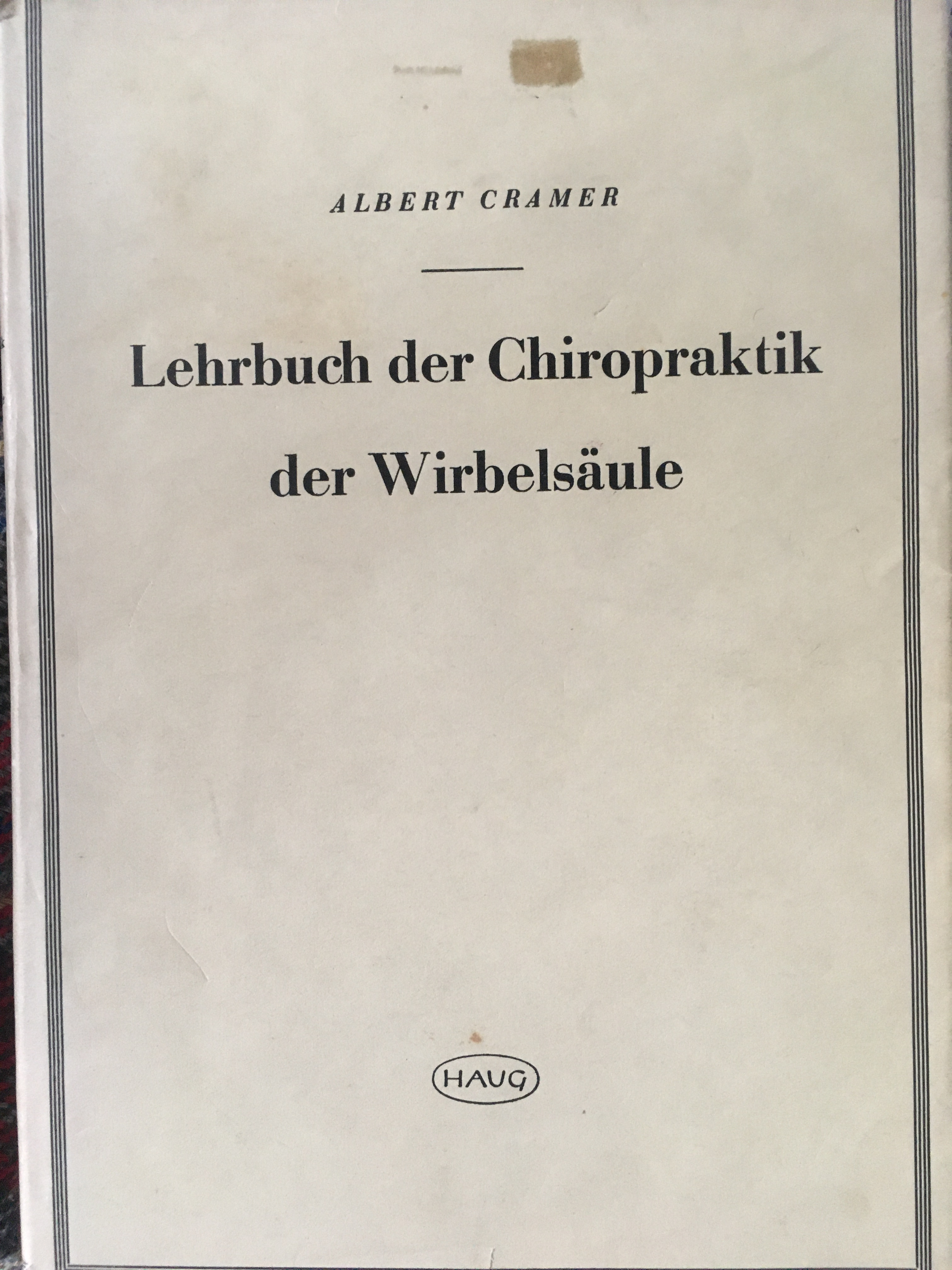
Lehrbuch der Chiropraktik der Wirbelsäule mit besonderer Berücksichtigung des Beckens, der Kreuzbein- und Atlasregion und der Röntgentechnik

Im Jahr 1955 veröffentlichte Albert Cramer das „Lehrbuch für Chiropraktik der Wirbelsäule“ im Karl Haug Verlag in Ulm. Inhaltlich wurden hauptsächlich die chiropraktischen Handgrifftechniken für die Wirbelsäule (einschließlich der Iliosakralgelenke) dargestellt.
Publikationen erfolgten in diversen medizinischen Zeitschriften. 1967 wurde von Cramer und Gutmann die „Zeitschrift für Manuelle Medizin“ gegründet, welche zunächst beim Gustav Fischer Verlag in Stuttgart herausgebracht wurde. Albert Cramer hat fortan seine weiteren Publikationen überwiegend dort herausgebracht.
In seinem Spätwerk veröffentlichte Cramer ein Geschichtsbuch für manuelle Medizin (Springer 1990). Zwei Kapitel stammen von Gutmann, eines von dem Röntgenologen Doering. Im Jahr 1992 erfolgte die Publikation einer Autobiographie unter dem Titel „Ach du liebe Zeit“ im Eigenverlag.
Zudem gab er im Eigenverlag eine Monographie über die Atlastherapie und insbesondere den von ihm entwickelten „Cramergriff“ (1997) heraus.

## Rezeption
In seinem wohlwollenden Nachruf schreibt Heinz Mittelmeier (2011):

„Albert Cramer verdient im Kreis der Manuellen Medizin ein bleibendes ehrendes Gedenken... Unbeschadet der langen zurückliegenden Verleihung der Goldenen Ehrennadel 1973 für seine Leistungen in der Gründer- und Aufbauzeit, hätte Albert Cramer für sein manualtherapeutisches Lebenswerk längst die Verleihung der Ehrenmitgliedschaft der DGMM verdient, die ihm zu Lebzeiten leider nicht zuteil wurde. Ich möchte deshalb hier die Anregung geben, dieselbe bei nächster guter Gelegenheit posthum in feierlicher Form nachzuvollziehen […] Die FAC/DGMM kann sich glücklich schätzen, dass am Beginn ihres Gesellschaftslebens eine so großartige und vorbildliche Persönlichkeit wie Dr. Albert Cramer steht. Er hat für sie die wichtigsten Grundlagen geschaffen.“

„Cramers erstes deutsches ärztliches Lehrbuch über die Chiropraktik hatte in der Nachkriegszeit für die Entwicklung der ärztlichen Manualmedizin im deutschen Sprachraum etwa die gleiche Bedeutung wie die anfangs des 16. Jh. durch Martin Luther erfolgte Bibel-Übersetzung ins Deutsche und dessen Reformation für die Christenheit.“

Neben der Gründung der FAC und seinem Lehrbuch der Chiropraktik, hat Albert Cramer durch die Anerkennung manualmedizinischer Therapieformen über das KV- und das GOÄ-System wichtige wirtschaftliche Voraussetzungen für die Anwendung der Manuellen Medizin in der ärztlichen Praxis geschaffen.

## Schriften (Auswahl)
- Lehrbuch der Chiropraktik der Wirbelsäule. Haug, Ulm 1955.
- gemeinsam mit Jens Doering, Gottfried Gutmann: Geschichte der Manuellen Medizin. Springer, Berlin / Heidelberg 1990. ISBN 978-3-540-19493-4.
- Ach Du liebe Zeit. Eigenverlag Hamburg, 1992.
- Manuelle Therapie der Atlasgelenke. Der „Cramergriff“. Kontaktdrehzug im Sitzen. Eigenverlag Ibbenbüren, 1997. ISBN 3-00-002141-8.

### Veröffentlichungen (Auswahl)
- Die Blockierung der Wirbelsäulenbewegung als Krankheitsfaktor... In: Neuralmedizin, Hippokrates Verlag 2/6, S. 323–331 (1954).
- Chiropraktik in der biologischen Praxis. Ringelheimer biolog. Umschau 1/54.
- Ausdruckscharakter der Haltung der Wirbelsäule in der Umgangssprache. Hippokrates, Stuttgart, 25, 15, S. 469, 1954.
- Die Technik des Dressement am Atlas und an der Halswirbelsäule, Artikelfolge 7 in Erfahrungsheilkunde, Haug Verlag, 5–12, 1954.
- Statik, Dynamik und Chiropraktik. Hippokrates, 1/26, S. 21–24, 1955.
- Becken, Statik und Chiropraktik. Hippokrates, 3/26, S. 83–85, 1955.
- Die funktionelle Röntgendiagnostik des Beckenrings. Hippokrates, 11/26, S. 332–334, 1955.
- Atlas, Statik und Chiropraktik. Hippokrates, 2/26, S. 52–57, 1955.
- Chiropraktik und Ersatzkassenabrechnung. Deutsches Ärzteblatt, 40/23, S. 654 ff., 1955.
- Zur Wirbelsäulendynamik. Dt. Orthop. Gesellschaft., Kongressband, Enke, 1956.
- Zur Funktion der Iliolumbosacralverbindung. Hippokrates, 10/27, S. 263 ff., 1956.
- Röntgenologie der Wirbelsäule. Ärztl. Praxis, 8/14, 1956.
- Neigungsgehbahn. Archiv phys. Therapie, 6/9, Thieme Verlag, 1957.
- Freibahnen von Extremitätengelenken. Übersetzung von Frigjoring av extremitetetsledd. Übersetzung aus dem Norwegischen, 1957. Erwähnt u. a. in der 12. Aufl. des Lehrbuches gleichen Titels von Freddy Kaltenborn, ISBN 82-7054-029-3 (Norli, Oslo, Norwegen), das – außer in Deutsch und Norwegisch – in 17 weiteren Sprachen vorliegt.
- Möglichkeiten manueller und instrumenteller Behandlung der vertebragenen Störungen im Bewegungssegment. Therapiewoche, 7/12, S. 358, 1957.
- Kreuzschmerz und Irradiation. Hippokrates, 22/30, S. 1–6, 1959.
- Manuelle Verfahren an Wirbelsäule und Gelenken. In Ärztl. Sammelblätter, 3/49, Franckh’sche Verlagsbuchhandlung, Stuttgart, 1960.
- Therapie mit Mikrowellen. Ärztl. Praxis I/15, S. 38–40, Banaschewski, 1961.
- Einige seltenere angeborene oder erworbene Veränderungen der Wirbelsäule. In Sammel- und Kongressband, Hackenbroch-Gesellschaft für Wirbelsäulenforschung, Hippokrates, 1961.
- Genickfunktion und Halskyphose. Zeitschrift für Unfallmedizin und Berufskrankheiten, 4, S. 237–242, 1961.
- Wachstum und Alterung. Manuelle Therapie, 1962.
- Schultersteifen. Phys. diäthet. Therapie, VI, 1962.
- Entwicklungsstörungen am Dens epistrophei. Fachschr. f. Rö-Stra. 2/99, 1963.
- Wirbelsäule und Fuß. In „Biologie der Lebensführung“, Neue Dt. Schule-Verlag, Essen, 1964.
- Manuelle Therapie der AtlantoOccipitalregion. Internat. Kongr., Phys.med. Kongressband, 1964, Paris (Excerpta medica Verlag, Amsterdam).
- Gymnastik als Behandlungsprinzip. Phys. diäth. Therapie 2/5, 1964.
- Dens bicornis. In Sammelband Wirbelsäule in Forschung u. Praxis, Hippokrates, 1964.
- Iliosacralmechanik. Asklepios 9/6, Blume Verlag, Uelzen, 1965.
- Zur Chirotherapie des Cervicalsyndroms. In: Phys.Med. & Rehabilit. 3/8, 1967.
- Die Malaise mit den Kindern. Dt. Ärzteblatt 16, S. 111–112, 1969.
- Kopfhaltung und Nackenkopfschmerz. München. Med. Wochenschrift, 37/111, S. 1876, 1969.
- Geste und Gebärde in der Pathologie der Haltung. Medizinische Welt, 35/21, S. 1487–1489, Schattauer Verlag, 1970.
- Strukturen des vorsprachlichen Eindrucks und Ausdrucksverhaltens in der Leidensgebärde. In: Der Nervenarzt 42, S. 607–609, Springer Verlag, 1972.
- Menschliche Verhaltensstrukturen im Leidensgebaren. Z. für Psychotherapie und med. Psychologie 23, S. 99–108, Thieme, 1973.
- Drogenabhängigkeit in Hamburg. Hamburger Ärzteblatt 2, 1975.
- Zur Kausalität der Lärmschwerhörigkeit. Arbeitsmedizin-Sozialmedizin-Präventivmedizin 1/14, S. 27–28, Genter Verlag, 1979.
- Nach Öland der Geschichte wegen. Nachrichten des Segelvereins A-Övelgönne 4, 1980.
- Beleuchtung mit künstlichem Licht. In: Arbeitsmed. Grundlagenlehrgang, H. Hoffmann Verlag, 1981.
- Zuversichtliches zur Arbeitsmedizin. A.S.P. 9/14, Zeitschrift für Unfallmedizin und Berufskrankheiten, 1982.
- Warum meine Patienten husten. Medical Tribune 2/7, 1984.
- Beckenringverwringung und Iliosacralblockierung. Z. f. Manuelle Medizin, S. 108–125, Springer Verlag, 1987:
- Wertigkeit einiger klinischer Funktionstests des Iliosacralgelenkes. Z. f. Manuelle Medizin, Springer Verlag, 1992.
- Gezielte manuelle Beeinflussung der oberen Atlasgelenke. Z. f. Manuelle Medizin, 32, 1994.
- Haltung und Bewusstsein. Ein Blick auf die Wirbelsäule. In: Menschl. Bewusstsein, Sammelband, Walter-Verlag Düsseldorf, Zürich, 1998.
- Kiefergelenk – Atlasgelenke. Manuelle Medizin 3 und Manuelle Therapie 3/9, Thieme, 1999.
- Methoden der manuellen Therapie. In: Manuelle Therapie, 2, 2002, Thieme, Editorial.
- Neue Erfahrungen zu einem alten Problem. Manuelle Medizin, S. 66, 2003.
- Zeitfenster in der manuellen Therapie. Manuelle Medizin 3, S. 233–234, 2004.
- Einfluss der Positionierung bei Manualtherapie. Manuelle Medizin 3, 2006.
- Asymmetrien der occipito-cervicalen Region. Manuelle Medizin 4, S. 346, 2006.